# Аксай (остановочный пункт)
Аксай — железнодорожная станция Ростовского региона Северо-Кавказской железной дороги.
Остановка электропоездов.

## История
В январе 1864 года начала действовать железнодорожная линия протяжённостью 66 вёрст, от Грушевского посада (Шахты), через Максимовку (Каменоломни) и Новочеркасск Пригородное начало до станицы Аксайской (Аксай), с веткой к угольным копям и пристанью на донском берегу. Поездка первым классом от Аксайской до Грушевой обходилась пассажиру в 2 руб. 50 коп.
В Советском союзе средний интервал поездов был около 20 минут. На данный момент в основном поезда ездят утром и вечером.
Станция обслуживает пригородные поезда по маршрутам:
- Ростов-Главный-Лихая,
- Ростов-Главный-Усть-Донецкая,
- Ростов-Главный-Лихая-Глубокая,
- Ростов-Главный-Миллерово-Кутейниково,
- Лихая-Ростов-Главный,
- Усть-Донецкая-Ростов-Главный,
- Шептуховка-Глубокая-Ростов-Главный,
- Кутейниково-Миллерово-Ростов-Главный.